# Derek Armstrong
Derek Armstrong (né le 23 avril 1973 à Ottawa dans la province d'Ontario au Canada) est un joueur professionnel canadien de hockey sur glace. Il évoluait au poste de centre.

## Biographie
Joueur issu des Wolves de Sudbury de la Ligue de hockey de l'Ontario, il est repêché par les Islanders de New York au 128e rang lors du sixième tour du repêchage d'entrée de 1992 dans la Ligue nationale de hockey. Il commence sa carrière professionnelle en jouant la saison 1993-1994 avec les Golden Eagles de Salt Lake, club affilié aux Islanders dans la Ligue internationale de hockey. Il joue également une partie dans la LNH avec les Islanders lors de cette saison.
Ayant longtemps voyagé entre la LNH et les ligues mineures, ce n'est qu'en 2002-2003 qu'il parvient à obtenir un poste de régulier dans la LNH en jouant chez les Kings de Los Angeles. Fait à noter, il a joué en Suisse lors de la saison 2001-2002 avec le CP Berne ainsi qu'en 2004-2005, lorsque la saison LNH a été annulée par un lock-out, avec le Genève-Servette HC et le SC Rapperswil-Jona.
Il joue sa dernière saison professionnelle en 2009-2010, où il joue six matchs avec les Blues de Saint-Louis mais également une quarantaine de parties dans la Ligue américaine de hockey avec son club-école, les Rivermen de Peoria.
Il a joué au total 477 parties dans la LNH avec les Islanders, les Sénateurs d'Ottawa, les Rangers de New York, les Kings et les Blues.

## Statistiques
| Saison     | Équipe                     | Ligue      |     | Saison régulière | Saison régulière | Saison régulière | Saison régulière | Saison régulière |   | Séries éliminatoires | Séries éliminatoires | Séries éliminatoires | Séries éliminatoires | Séries éliminatoires |
| Saison     | Équipe                     | Ligue      | PJ  | B                | A                | Pts              | Pun              | PJ               | B | A                    | Pts                  | Pun                  |                      |                      |
| 1990-1991  | Wolves de Sudbury          | LHO        | 2   | 0                | 2                | 2                | 0                | -                | - | -                    | -                    | -                    |                      |                      |
| 1991-1992  | Wolves de Sudbury          | LHO        | 66  | 31               | 54               | 85               | 22               | 9                | 2 | 2                    | 4                    | 2                    |                      |                      |
| 1992-1993  | Wolves de Sudbury          | LHO        | 66  | 44               | 62               | 106              | 56               | 14               | 9 | 10                   | 19                   | 26                   |                      |                      |
| 1993-1994  | Golden Eagles de Salt Lake | LIH        | 76  | 23               | 35               | 58               | 61               |                  |   |                      |                      |                      |                      |                      |
| 1993-1994  | Islanders de New York      | LNH        | 1   | 0                | 0                | 0                | 0                | -                | - | -                    | -                    | -                    |                      |                      |
| 1994-1995  | Grizzlies de Denver        | LIH        | 59  | 13               | 18               | 31               | 65               | 6                | 0 | 2                    | 2                    | 0                    |                      |                      |
| 1995-1996  | IceCats de Worcester       | LAH        | 51  | 11               | 15               | 26               | 33               | 4                | 2 | 1                    | 3                    | 0                    |                      |                      |
| 1995-1996  | Islanders de New York      | LNH        | 19  | 1                | 3                | 4                | 14               | -                | - | -                    | -                    | -                    |                      |                      |
| 1996-1997  | Islanders de New York      | LNH        | 50  | 6                | 7                | 13               | 33               | -                | - | -                    | -                    | -                    |                      |                      |
| 1996-1997  | Grizzlies de l'Utah        | LIH        | 17  | 4                | 8                | 12               | 10               | 6                | 0 | 4                    | 4                    | 4                    |                      |                      |
| 1997-1998  | Vipers de Détroit          | LIH        | 10  | 0                | 1                | 1                | 2                | -                | - | -                    | -                    | -                    |                      |                      |
| 1997-1998  | Wolf Pack de Hartford      | LAH        | 54  | 16               | 30               | 46               | 40               | 15               | 2 | 6                    | 8                    | 22                   |                      |                      |
| 1997-1998  | Sénateurs d'Ottawa         | LNH        | 9   | 2                | 0                | 2                | 9                | -                | - | -                    | -                    | -                    |                      |                      |
| 1998-1999  | Wolf Pack de Hartford      | LAH        | 59  | 29               | 51               | 80               | 73               | 7                | 5 | 4                    | 9                    | 10                   |                      |                      |
| 1998-1999  | Rangers de New York        | LNH        | 3   | 0                | 0                | 0                | 0                | -                | - | -                    | -                    | -                    |                      |                      |
| 1999-2000  | Wolf Pack de Hartford      | LAH        | 77  | 28               | 54               | 82               | 101              | 23               | 7 | 16                   | 23                   | 24                   |                      |                      |
| 1999-2000  | Rangers de New York        | LNH        | 1   | 0                | 0                | 0                | 0                | -                | - | -                    | -                    | -                    |                      |                      |
| 2000-2001  | Wolf Pack de Hartford      | LAH        | 75  | 32               | 69               | 101              | 73               | 5                | 0 | 6                    | 6                    | 6                    |                      |                      |
| 2000-2001  | Rangers de New York        | LNH        | 3   | 0                | 0                | 0                | 0                | -                | - | -                    | -                    | -                    |                      |                      |
| 2001-2002  | CP Berne                   | LNA        | 44  | 17               | 36               | 53               | 62               | 6                | 3 | 5                    | 8                    | 8                    |                      |                      |
| 2002-2003  | Monarchs de Manchester     | LAH        | 2   | 3                | 0                | 3                | 4                | -                | - | -                    | -                    | -                    |                      |                      |
| 2002-2003  | Kings de Los Angeles       | LNH        | 66  | 12               | 26               | 38               | 30               | -                | - | -                    | -                    | -                    |                      |                      |
| 2003-2004  | Kings de Los Angeles       | LNH        | 57  | 14               | 21               | 35               | 33               | -                | - | -                    | -                    | -                    |                      |                      |
| 2004-2005  | Genève-Servette HC         | LNA        | 9   | 6                | 7                | 13               | 18               | -                | - | -                    | -                    | -                    |                      |                      |
| 2004-2005  | SC Rapperswil-Jona         | LNA        | 3   | 1                | 3                | 4                | 4                | -                | - | -                    | -                    | -                    |                      |                      |
| 2005-2006  | Kings de Los Angeles       | LNH        | 62  | 13               | 28               | 41               | 46               | -                | - | -                    | -                    | -                    |                      |                      |
| 2006-2007  | Kings de Los Angeles       | LNH        | 67  | 11               | 33               | 44               | 62               | -                | - | -                    | -                    | -                    |                      |                      |
| 2007-2008  | Kings de Los Angeles       | LNH        | 77  | 8                | 27               | 35               | 63               | -                | - | -                    | -                    | -                    |                      |                      |
| 2008-2009  | Kings de Los Angeles       | LNH        | 56  | 5                | 4                | 9                | 63               | -                | - | -                    | -                    | -                    |                      |                      |
| 2009-2010  | Rivermen de Peoria         | LAH        | 46  | 17               | 19               | 36               | 21               | -                | - | -                    | -                    | -                    |                      |                      |
| 2009-2010  | Blues de Saint-Louis       | LNH        | 6   | 0                | 0                | 0                | 2                | -                | - | -                    | -                    | -                    |                      |                      |
| Totaux LNH | Totaux LNH                 | Totaux LNH | 477 | 72               | 149              | 221              | 355              | -                | - | -                    | -                    | -                    |                      |                      |

## Trophées et honneurs personnels
- 1994-1995 : champion de la Coupe Turner avec les Grizzlies de Denver
- 1998-1999 : participe au Match des étoiles de la LAH.
- 1999-2000 : 
  - participe au Match des étoiles de la LAH.
  - champion de la Coupe Calder avec le Wolf Pack de Hartford
  - remporte le trophée Jack-A.-Butterfield du meilleur joueur des séries de la LAH.
  - nommé dans la deuxième équipe d'étoiles de la LAH.
- 2000-2001 : 
  - nommé dans la première équipe d'étoiles de la LAH.
  - remporte le trophée Les-Cunningham du meilleur joueur de la LAH en saison régulière.
  - remporte le trophée John-B.-Sollenberger du meilleur pointeur de la LAH en saison régulière.